# Bruno da Silva Costa
Bruno da Silva Costa, noto semplicemente come Bruno Silva (Carazinho, 28 marzo 2000), è un calciatore brasiliano, attaccante dei Suwon Bluewings.

## Caratteristiche tecniche
È un centravanti.

## Carriera
Cresciuto nelle giovanili della Chapecoense, ha esordito in prima squadra il 25 gennaio 2018 in occasione di un match del Campionato Catarinense pareggiato 0-0 contro il Criciúma.

## Statistiche

### Presenze e reti nei club
Statistiche aggiornate al 23 marzo 2018.
| Stagione           | Squadra              | Campionato         | Campionato | Campionato | Coppe nazionali | Coppe nazionali | Coppe nazionali | Coppe continentali | Coppe continentali | Coppe continentali | Altre coppe | Altre coppe | Altre coppe | Totale | Totale | Totale |
| Stagione           | Squadra              | Comp               | Pres       | Reti       | Comp            | Pres            | Reti            | Comp               | Pres               | Reti               | Comp        | Pres        | Reti        | Pres   | Reti   |        |
| ------------------ | -------------------- | ------------------ | ---------- | ---------- | --------------- | --------------- | --------------- | ------------------ | ------------------ | ------------------ | ----------- | ----------- | ----------- | ------ | ------ | ------ |
| 2018               | Chapecoense          | PD/SC+A            | 10+31      | 1+1        | CB              | 3               | 0               | CL                 | 2                  | 0                  |             | -           | -           | 46     | 2      |        |
| 2019               | Chapecoense          | PD/SC+A            | 5+1        | 0          | CB              | 2               | 0               | CS                 | 0                  | 0                  |             | -           | -           | 8      | 0      |        |
| 2020               | Atlético Mineiro     | M1/MG+A            | 3+2        | 1+0        | CB              | 0               | 0               |                    | -                  | -                  |             | -           | -           | 5      | 1      |        |
| 2020               | Chapecoense          | B                  | 12         | 3          | CB              | 0               | 0               |                    | -                  | -                  |             | -           | -           | 12     | 3      |        |
| 2021               | Chapecoense          | PD/SC+A            | 5+22       | 0          | CB              | 1               | 0               |                    | -                  | -                  |             | -           | -           | 28     | 0      |        |
| Totale Chapecoense | Totale Chapecoense   | Totale Chapecoense | 86         | 5          |                 | 6               | 0               |                    | 2                  | 0                  |             | -           | -           | 92     | 5      |        |
| 2022               | Grêmio Novorizontino | A1/SP+B            | 8+15       | 0+1        |                 | -               | -               |                    | -                  | -                  |             | -           | -           | 23     | 1      |        |
| 2023               | Grêmio Novorizontino | A2/SP+B            | 17+1       | 1+0        |                 | -               | -               |                    | -                  | -                  |             | -           | -           | 18     | 1      |        |
| Totale carriera    | Totale carriera      | Totale carriera    | 132        | 8          |                 | 6               | 0               |                    | 2                  | 0                  |             | -           | -           | 140    | 8      |        |